# Fritz Corterier
Fritz Corterier (né le 19 juillet 1906 à Wunstorf (province de Hanovre) et mort le 27 avril 1991 à Bad Wildbad) est un homme politique allemand du SPD.

## Biographie
Après les écoles primaire et secondaire, Corterier, qui est protestant, termine un apprentissage commercial en 1927. Après des études d'économie à Berlin et Mannheim et à l'Université de Poitiers, Corterier travaille comme journaliste indépendant et à partir de 1933 comme consultant en management. Il perd ses postes d'enseignant à l'Université de Heidelberg et à l'école commerciale locale en 1933 pour des raisons politiques. Il est soldat pendant la Seconde Guerre mondiale.

## Parti politique
Corterier est membre du SPD depuis 1929 et, au cours de ses études, également membre du corps étudiant socialiste et de "l'Association des universités républicaines allemandes". Il est également impliqué dans le Reichsbanner Schwarz-Rot-Gold. En 1949, il devient président du SPD à Karlsruhe. En 1962/63 et 1966/67, il est le vice-président fédéral du groupe de travail pour les indépendants du SPD.

## Parlementaire
Corterier est député du Bundestag de 1953 à 1969. Du 4 octobre 1967 au 21 janvier 1970, il est également député du Parlement européen.
Son fils Peter Corterier est également député du Bundestag.

## Honneurs
Fritz Corterier reçoit l'ordre du Mérite de la République fédérale d'Allemagne en 1968 et la Médaille d'honneur de la ville de Karlsruhe en 1981.